# Wąwóz Kochanowski
Wąwóz Kochanowski – wąwóz w Lesie Zabierzowskim na obszarze Garbu Tenczyńskiego na Wyżynie Krakowsko-Częstochowskiej. Opada do Rowu Krzeszowickiego. Administracyjnie znajduje się w obrębie miejscowości Kochanów i Kleszczów w województwie małopolskim, w powiecie krakowskim, w gminie Zabierzów. Prowadzi nim stroma droga łącząca te miejscowości, na odcinku ok. 800 m pokonująca różnicę wysokości prawie 100 m. Nazwa wąwozu pochodzi od nazwy miejscowości, w której znajduje się ujście wąwozu. 
Dnem wąwozu spływa potok o głębokim korycie. Na poboczach drogi miejscami znajdują się skaliste wapienne ściany. Cały teren wąwozu porasta las. Droga prowadząca przez wąwóz jest kultowym fragmentem trasy Krakowskiego Maratonu Rowerowego. Nie jest to jednak fragment stały, ponieważ złe warunki atmosferyczne (ulewy) powodują, że droga ta potrafi zamienić się w rwący potok.
Wąwóz znajduje się na obszarze Tenczyńskiego Parku Krajobrazowego. Utworzono w nim użytek ekologiczny o powierzchni 3,57 ha, chroniący okazy lilii złotogłów, które rosną w otoczeniu skał wapiennych i lasu bukowego.

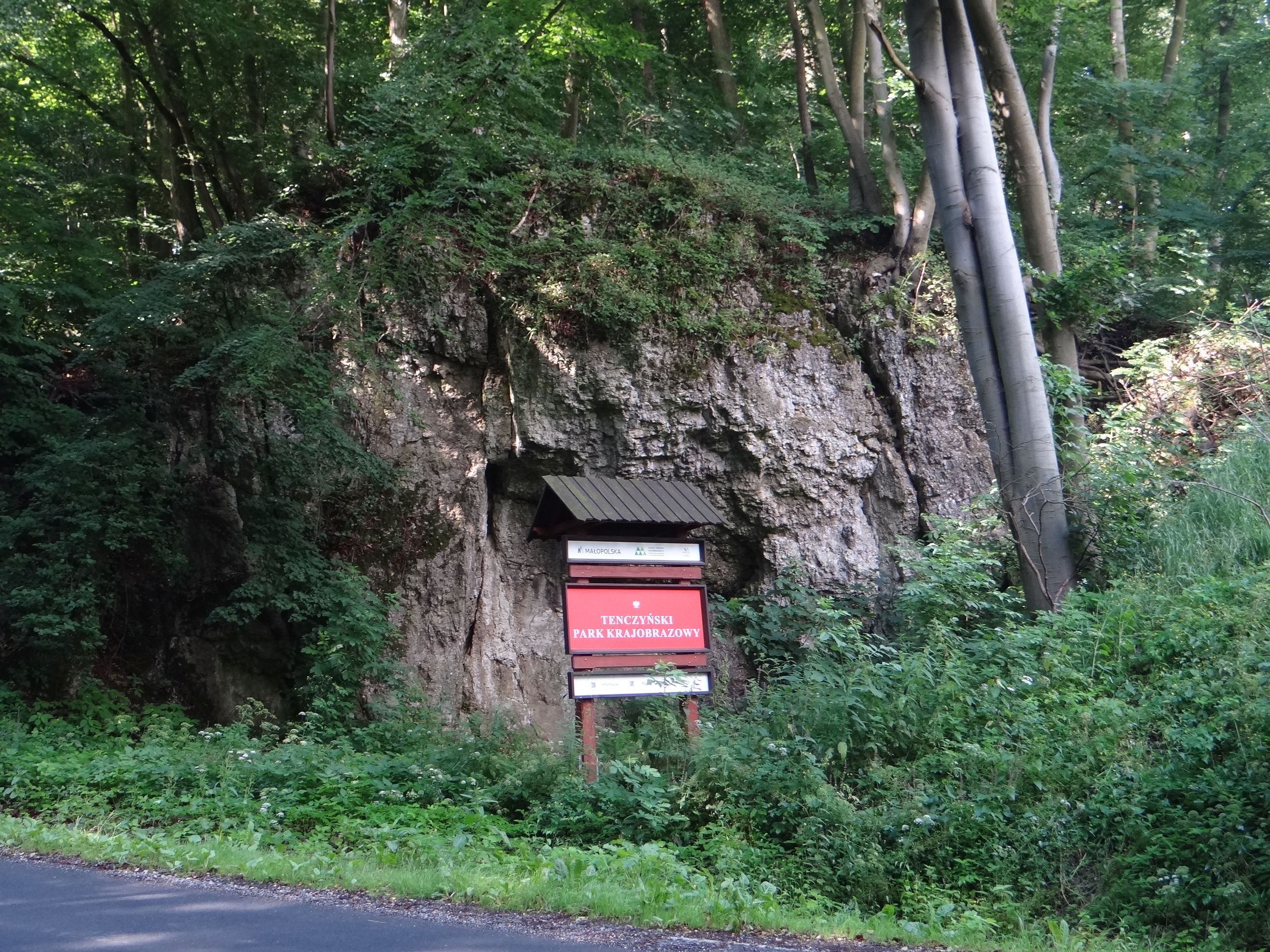
Skała w wylocie wąwozu
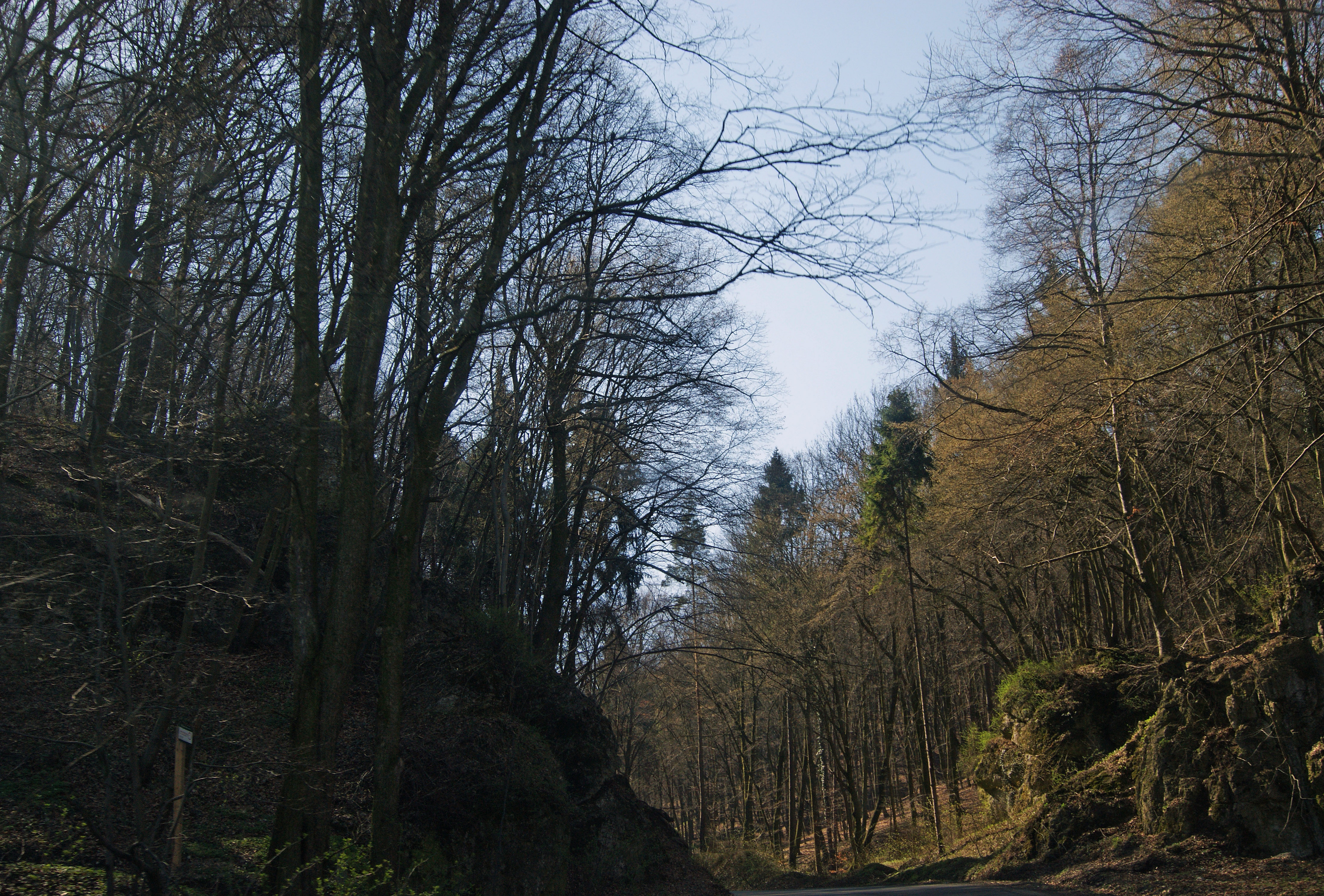
Wjazd do wąwozu od północy
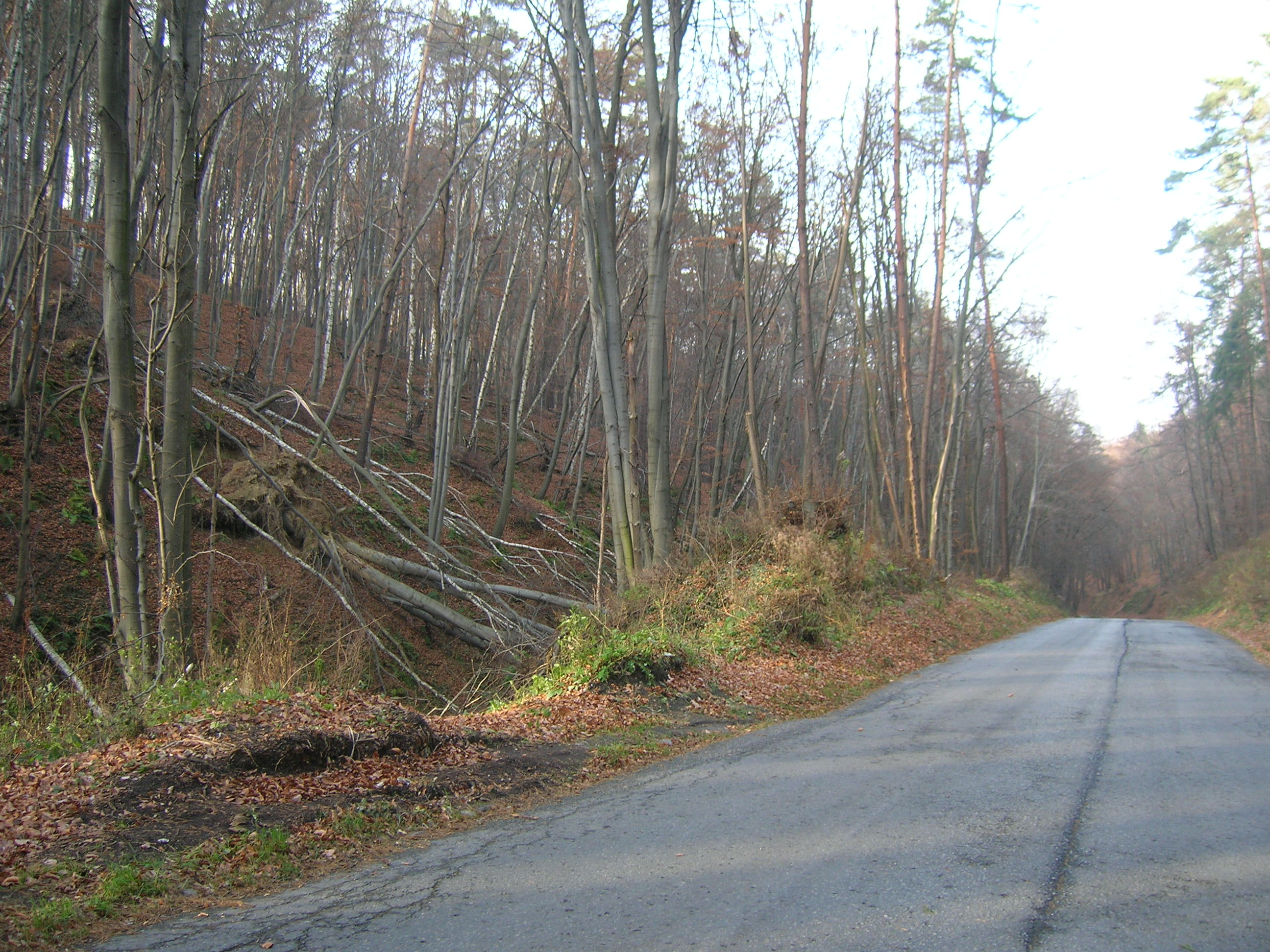
Fragment południowy (górny)